# Juan R. Martínez
Juan Rubén Martínez (Buenos Aires, 4 de diciembre de 1897; Buenos Aires, 13 de mayo de 1958), conocido como Juan R. Martínez, fue un militar argentino, precursor de la aeronáutica argentina.

## Datos biográficos
Egresó del Colegio Militar de la Nación como subteniente de artillería. Pertenecía a la promoción 41.  Era el más joven de la misma y su OM fue 21, correspondiendo al teniente general Benjamín Rattenbach OM 1 y al teniente general Eduardo Lonardi OM 2, de un total de 49
En 1922 se recibió de observador militar en la Base de Aviación Militar y posteriormente, en 1925, de aviador militar en la Escuela de Aviación Militar.
Participó de la campaña que, bajo las directivas del coronel Mosconi, El objetivo era establecer rutas permanentes a los distintos puntos del mismo. Le tocó actuar como jefe de estación de etapa de la escuadrilla que tenía como destino Río Gallegos, bajo las órdenes del capitán Antonio Parodi, recorriendo 4285 km en 12 días de vuelo con los correspondientes descansos, teniendo 14 campos de descenso. En 1930 fue designado Jefe Interino del Grupo Nº3 de Observación. 

En 1934 fue designado, ya con el grado de Mayor, jefe de la División Inspección y Control del Material de la Dirección General de Aeronáutica. En 1935, jefe del Grupo Nº 2 de Bombardeo (Mendoza) y posteriormente jefe de la Base Aérea Militar “Brigadier General Justo José de Urquiza”, que se convirtió en el Regimiento Aéreo N.º 2 (Paraná). En 1937, fue designado jefe del Regimiento Aéreo Nº 4, y posteriormente Director de la Escuela de Aplicación y Jefe de la Agrupación Transportes de la Base  Aérea de Palomar, pasando luego a desempeñarse como jefe de la División Central del Comando General de Regiones Militares.

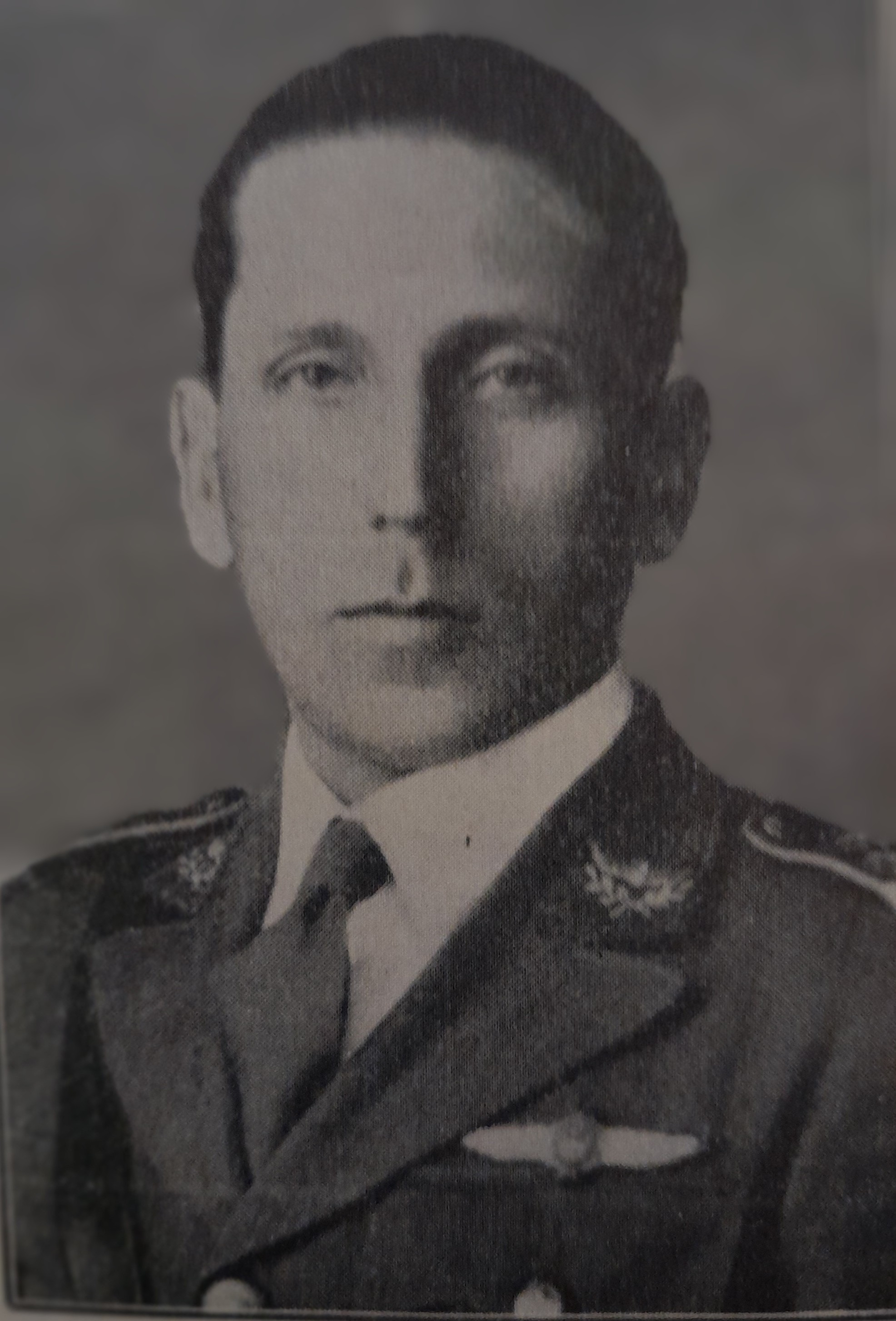
Juan R. Martínez, en 1936, como Comandante de la Base Aérea Mendoza.

En 1944, siendo jefe de la Agrupación Transportes con asiento en la Base Aérea de Palomar, con asiento en la Base Aérea de Palomar, creó la línea aérea al noreste y fue trasladado Mendoza para hacerse cargo de la aviación civil y militar para coordinar todo el operativo de emergencia requerido por el terremoto de San Juan.

## Oposición al régimen de Perón
El 20 de abril de 1945, un grupo de oficiales dirigidos por el general Adolfo Espíndola fueron acusados de conspirar para derrocar el régimen, por lo que fue detenido, el 18 de mayo condenado por el Consejo Supremo de Guerra y Marina a seis meses de arresto en la cárcel de Campo de Mayo y a 10 meses de suspensión de empleo. Su abogado defensor fue Jorge Walter Perkins, presidente del Comité de la Capital Federal de la Unión Cívica Radical. El gobierno aducía que todos los conspiradores pretendían derribar al gobierno. Posteriormente y luego de diferentes presentaciones judiciales transcurrido un año, todos los implicados fueron sobreseídos por la Cámara Federal por cuestión de competencia, lo que fue aprobado por la Corte Suprema Nacional.
El 18 de mayo de 1945 se le comunicó su pase a situación de retiro cuando su apelación de la misma fue rechazada por el director general de personal de Aeronáutica.
Con el levantamiento del general Menéndez en el año 1951 fue detenido nuevamente  y llevado a un calabozo en la Comisaría 3ra. y encarcelado en una celda de la Penitenciaria Nacional por tres meses, acusado de participar en el mismo junto con otros oficiales.
En 1955, luego del derrocamiento del gobierno de Juan Domingo Perón, se dispuso su ascenso al rango de brigadier.
Con posterioridad, fue declarado Precursor de la Aeronáutica Argentina.

## Fallecimiento
Su deceso se produjo el 13 de mayo de 1958, y al acto de sepelio asistieron, en nombre de la Aeronáutica Militar, el brigadier mayor Aristóbulo Fidel Reyesel brigadier Félix O. Sanguinetti y el comodoro Aníbal M. Barros. Efectivos de la Fuerza Aérea rindieron los honores correspondientes a su investidura. En nombre de los camaradas habló el brigadier general Ángel María Zuloaga  y en nombre de la Asociación Cívica Cultural Línea de Mayo y Caseros despidió sus restos el doctor Ricardo Alberto Bassi.